# Antigo
La ville d’Antigo est le siège du comté de Langlade, dans le Wisconsin, aux États-Unis. Sa population s’élevait à 8 100 habitants lors du recensement de 2020.